# Куруглиев, Магомед Чихибубаевич
Магоме́д Чихибуба́евич Куругли́ев (род. 16 января 1974, село Цнал, Хивский район, Дагестанская АССР, РСФСР, СССР) — казахстанский борец вольного стиля, бронзовый призёр чемпионата мира (2005). МСМК, заслуженный тренер Республики Казахстан.

## Биография
Родился 16 января 1974 года в селе Цнал Хивского района Дагестана. По национальности — Лезгин. Дядя Даурена Куруглиева.
Заслуженный тренер Республики Казахстан.
Жена уроженка села Ашага-Стал Сулейман-Стальского района. Имеются трое детей, дочка и два сына, среди которых Камиль (род. 2005) — также борец, его воспитанник.